# TT274
TT274 (Theban Tomb 274) è la sigla che identifica una delle Tombe dei Nobili ubicate nell'area della cosiddetta Necropoli Tebana, sulla sponda occidentale del Nilo dinanzi alla città di Luxor, in Egitto. Destinata a sepolture di nobili e funzionari connessi alle case regnanti, specie del Nuovo Regno, l'area venne sfruttata, come necropoli, fin dall'Antico Regno e, successivamente, sino al periodo Saitico (con la XXVI dinastia) e Tolemaico.

## Titolare
TT274 era la tomba di:
| Titolare  | Titolo                                                                                 | Necropoli    | Dinastia/Periodo  | Note |
| --------- | -------------------------------------------------------------------------------------- | ------------ | ----------------- | ---- |
| Amenwhasu | Primo Profeta del Monthu di Tod e di Tebe; Prete Sem del Ramesseum nel dominio di Amon | Qurnet Murai | Periodo Ramesside |      |

## Biografia
Nessuna notizia è ricavabile; pur esistendo l'indicazione del nome della moglie, questa è ridotta alla sola lettera "y" finale.

## La tomba
TT274 è oggi inaccessibile; su un architrave (?) è rappresentata una doppia scena, in parte distrutta, con una dea, il defunto e la moglie dinanzi a Osiride e Hathor.

### Annotazioni
1. ↑  La planimetria qui riportata non è in scala ed ha valore esclusivamente di visione d'insieme; l'ubicazione delle singole sepolture non è topograficamente esatta, ma vuole visualizzare la concentrazione delle tombe, nonché il "disordine" con cui le stesse sono state classificate.
2. ↑  La prima numerazione delle tombe, dalla numero 1 alla 252, risale al 1913 con l'edizione del "Topographical Catalogue of the Private Tombs of Thebes" di Alan Gardiner e Arthur Weigall. Le tombe erano numerate in ordine di scoperta e non geografico; ugualmente in ordine cronologico di scoperta sono le tombe dalla 253 in poi.
3. ↑  I campi della Duat, ovvero l'aldilà egizio, si trovavano, secondo le credenze, proprio sulla riva occidentale del grande fiume.
4. ↑  Nella sua epoca di utilizzo, l'area era nota come "Quella di fronte al suo Signore" (con riferimento alla riva orientale, dove si trovavano le strutture dei Palazzi di residenza dei re e i templi dei principali dei) o, più semplicemente, "Occidente di Tebe".
5. ↑  le Tombe dei Nobili, benché raggruppate in un'unica area, sono di fatto distribuite su più necropoli distinte.
6. ↑  Le note, sovente di inquadramento topografico della tomba, sono tratte dal "Topographical Catalogue" di Gardiner e Weigall, ed. 1913 e fanno perciò riferimento alla situazione dell'epoca.
7. ↑  Il "sem" era il prete, o l'erede, cui competeva la cerimonia di apertura della bocca per consentire al defunto di vivere pienamente della Duat.

### Fonti
1. ↑  Gardiner e Weigall 1913.
2. ↑  Donadoni 1999,  p. 115.
3. ↑  Porter e Moss 1927, p. 349.
4. ↑  Porter e Moss 1927,  p. 351.
5. ↑  Porter e Moss 1927,  pp. 351-352.